# Выгодская узкоколейная железная дорога

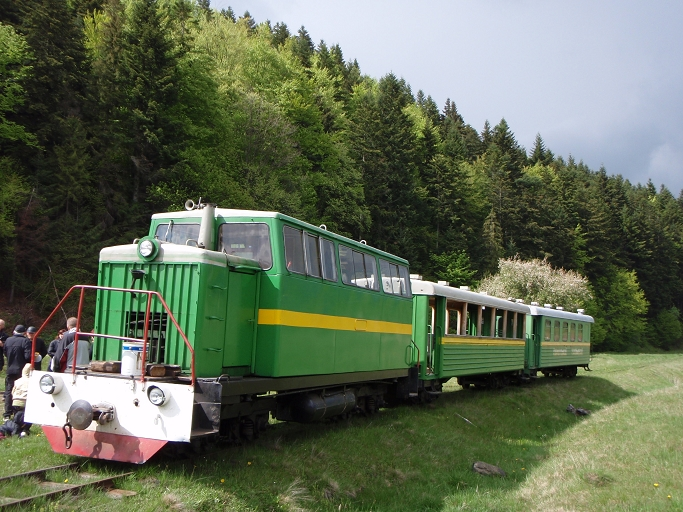
Пассажирская дрезина ТУ6П

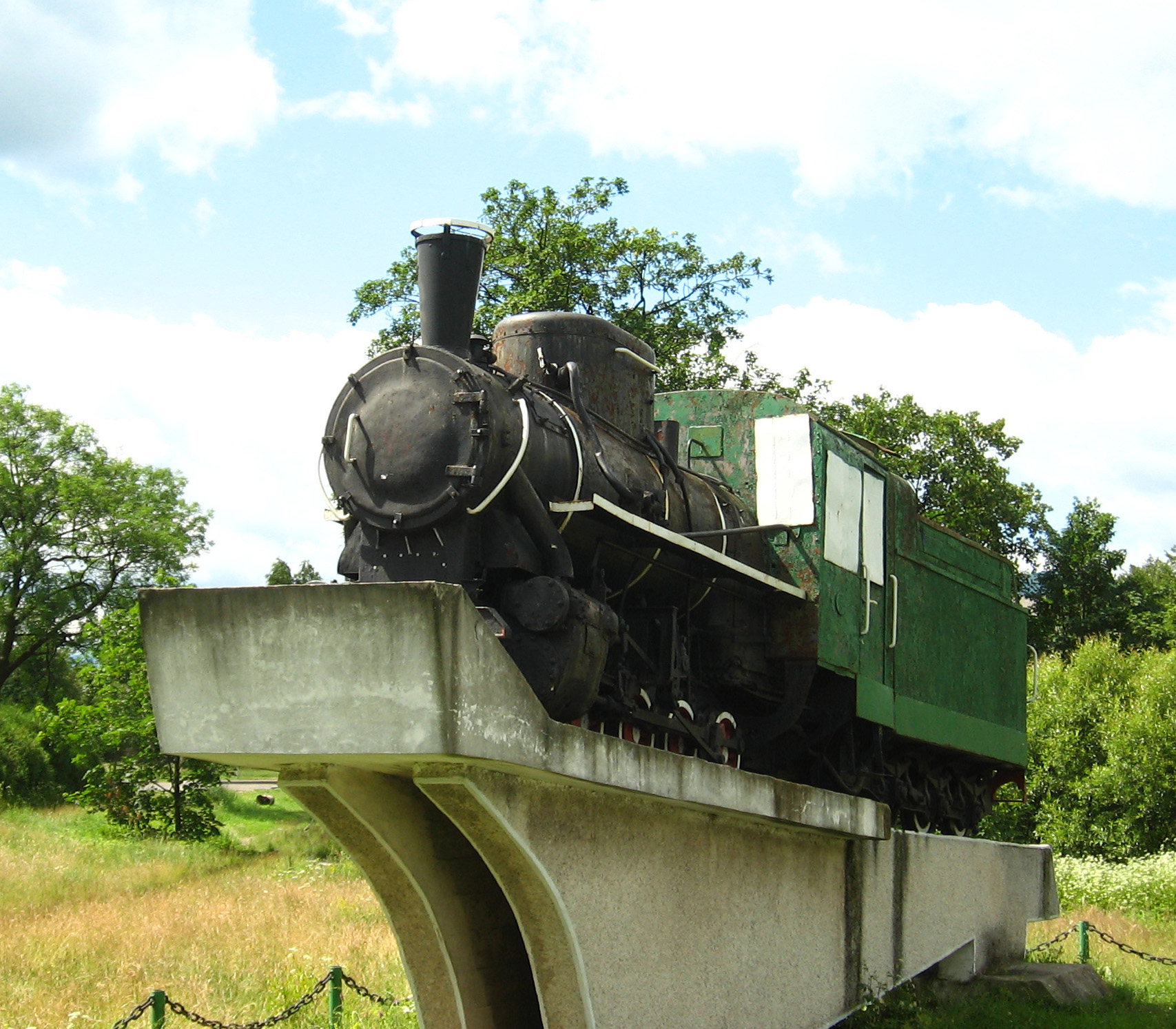
Паровоз-памятник ВП-4, построен в 1948 году на Воткинском заводе

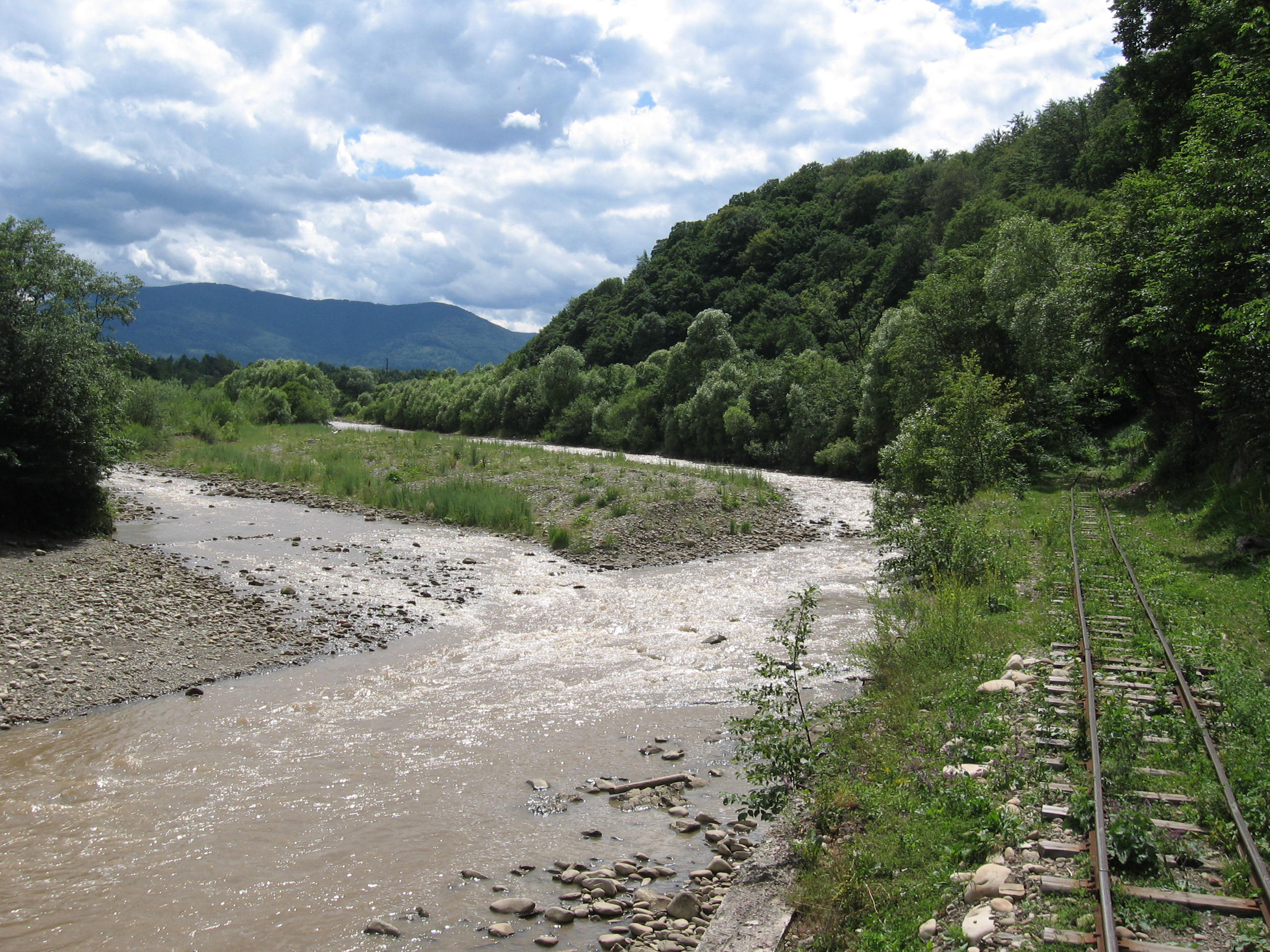
Железнодорожное полотно у реки Свичи

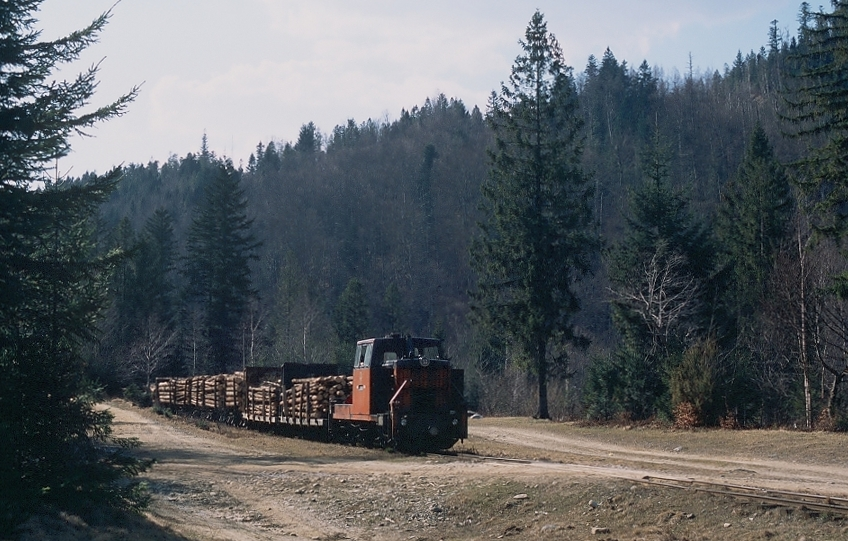
Тепловоз ТУ8Г с поездом, фото 2011 года

Вы́годская узкоколе́йная желе́зная доро́га — одна из сохранившихся узкоколейных дорог Украины шириной колеи 750 мм.
В настоящий момент используется как туристическая, для перевозки отдыхающих в Карпатах, отсюда и её рекламное название Карпатский трамвай.

## История
Во второй половине XIX века начинается бурное развитие промышленности в Австро-Венгрии. Поскольку Галичина входила на тот момент в состав этого государства, то этот процесс также не обошел её стороной. Украинские Карпаты — это не только горы, но и густые леса. Поэтому здесь начали расти вырубки древесины и её поставки по всей Империи. Объёмы вырубленного леса постоянно росли, поэтому становилось необходимым доставлять его новыми, более мощными методами.

### Линия вдоль Мизуньки
В 1890-х годах владелец местных лесопилок барон Леопольд Поппер фон Подгары начал строить в Карпатах железную дорогу. В 1890 году был построен первый участок длиной 3 км с Выгоды к лесопилке в Старом Мизуне. Община села Старый Мизунь не позволила строить железную левым берегом реки Мизуньки, ведь там находились сельские огороды. Поэтому путь проложили по правому берегу реки. Первоначально использовалась конная тяга, однако в начале XX века перешли на паровую.
В начале Первой мировой войны барон Поппер продал узкоколейку британском акционерному обществу «Сильвиния». 19 февраля 1918 года краковская фирма «Фальтер и Даттнер» начинает проектирование продолжения железной дороги со Старого Мизуня далее долиной Мизуньки. Работы закончились в 1920 году. Главная линия продолжилась в урочище Соболь; были также построены ответвления. Кроме основного назначения — перевозки древесины, линия использовалась в туристических целях. В прессе время от времени даже появлялись соответствующие рекламные сообщения. Лесорубы же чаще выезжали на лесозаготовки в понедельник утром, а возвращались домой в пятницу вечером. Целую неделю они работали. Однако каждую среду к ним железной дорогой приезжали жёны.
Перед Второй мировой войной «Сильвиния» планировала строить ширококолейную железную дорогу в продолжение узкоколейки через Торуньский перевал к Хусту. Однако этот проект не был реализован из-за отсутствия средств.

### Линия вдоль Свичи
В 1913 году немецкая компания «Оренштейн и Коппель» (нем. Orenstein & Koppel) начинает строительство второй узкоколейки в долине реки Свича длиной 21 км. Она пролегла от Выгоды в Людвикивки. В 1914 году, в связи с Первой мировой войной строительство остановилось. В 1936 году линия была продолжена: она разветвлялась и теперь заканчивалась станциями «Бескид» и «Свеча» (вблизи границы Ивано-Франковской и Закарпатской областей).
В 1939 году линия имела длину 65 км. Поезд отправлялся из Выгоды в 8:45 утра и прибывал на станцию «Свича» в 10:30; отправлялся со «Свичи» в 16:30 и прибывал в Выгоду в 18:00. Курсировал только в рабочие дни. Скорость составляла около 25 км/час.

### Объединение линий
После Второй мировой войны начинается возрождение промышленности в СССР. Для восстановления Донбасских шахт нужно было много древесины, ежегодно вблизи Выгоды, ставшей территорией СССР, её заготовлялось около 700 тысяч кубометров.
В это время две узкоколейки объединяются в одну, начинается активное строительство ответвлений. Длина Выгодской УЖД достигла 180 км. Использовались паровозы типа «ОС» и вагоны «Ваймер».
Во времена правления Брежнева объём лесозаготовок снижается и значение дороги начинает падать. На начало 1990-х длина путей составляла 135 км. Сильные наводнения, произошедшие в 1998 году, уничтожили половину путей.
С 2000 года линия вдоль Мизуньки эксплуатируется по назначению, по ней регулярно курсируют грузовой поезд и служебный поезд, перевозящий лесорубов. Выгодская УЖД эксплуатируется фирмой «Униплит». С 2004 года «Карпатский трамвай» используется и в туристических целях.

## Современное состояние
Длина рельса Карпатской узкоколейки составляет 7 метров, высота 8 см. Вес одного рельса 85,4 кг. Ширина колеи — 750 мм. На одну рельсошпальную решетку приходится 11 шпал.
Парк «Карпатского трамвая» сегодня состоит из пассажирской дрезины ТУ6П-0037, двух пассажирских вагонов и открытой платформы. Современный маршрут пролегает от посёлка Выгода через участок леса и посёлок лесорубов Миндунок (Солотвинский) к имению Сенечев (вблизи села Сенечев), проходя над рекой Мизунька.
Вблизи выезда из пос. Выгода установлен паровоз-памятник Пт4-274 выпуска 1948 года, ранее эксплуатировавшийся на линии.
В настоящее время в рабочем состоянии осталась только линия длиной 7 км. Маршрут проходит от поселка Выгода до лесорубного села Миндунок. В сторону села Мысловка путей уже практически нет — их демонтировали и сдали на металлолом. Упадок узкоколейки произошёл при разделении лесохозяйств нынешними руководителями, и вывозе леса автомашинами-лесовозами. Остатки австрийских рельс можно найти в глухих закоулках под Круглой Млака.